# Lenge leve livet
"Lenge leve livet" (tradução literal: Viver uma longa vida, mas pode ser traduzida como: "Viva a Vida!" ) foi a canção norueguesa no Festival Eurovisão da Canção 1984, cantado em norueguês pela dupla Dollie de Luxe (duo formado por Benedicte Adrian e Ingrid Bjørnov). Elas as duas foram as autoras da letra e da música da canção que foi orquestrada por Sigurd Jansen.
A canção é uma balada com muito ritmo, com as duas cantoras fazendo um grande elogio à vida. Elas explicam que faz todo o sentido vivermos a vida, porque ninguém sabe o futuro e muito menos após a morte. 
A canção norueguesa foi a quinta a ser interpretada na noite do evento, a seguir à canção espanhola "Lady, Lady", interpretada pela banda Bravo. Esta canção era uma das favoritas para ganhar o certame, mas apenas obteve 29 pontos e se classificou num modesto 17.º lugar, entre 19 países participantes.